# 爪哇麗紋蛇
爪哇麗紋蛇是眼鏡蛇科的一種蛇，通常被稱為藍長腺珊瑚蛇或藍馬來珊瑚蛇。原生於東南亞。

## 地理範圍和分佈
這種陸生蛇分佈於汶萊、印度尼西亞、馬來西亞、新加坡、泰國和緬甸。它生活在海拔100-1100米的高度。
共有三個亞種：
- C. b. bivirgatus — 分佈於印度尼西亞
- C. b. flaviceps — 分佈於印度尼西亞、馬來西亞、泰國、新加坡、緬甸
- C. b. tetrataenia — 分佈於印度尼西亞、馬來西亞、汶萊

## 描述
該物種曾被分配到长腺蛇属（Maticora）中，直到系統發育研究發現該屬嵌套在麗紋蛇屬中，是长腺丽纹蛇（Calliophis intestinalis）的姊妹種。
這是一種中型珊瑚蛇，身體修長。成年蛇體長可達1.8米。它有紅色的頭、尾巴和腹部。背部呈深藍色至黑色，兩側通常有一條大的藍色或白色條紋。
這種蛇經常與紅頭鐵線蛇（Calamaria schlegeli）混淆，它們有相似的棲息地和外觀。但後者要小得多，其最大長度為50厘米。紅頭鐵線蛇無毒，而爪哇麗紋蛇可能致命。它們也非常類似於另一種毒蛇，即紅頭環蛇（Bungarus flaviceps）。

## 生物學
這種不常見的蛇被認為是半掘地動物，存在於原始森林和次生林的落葉層中。它以其他蛇類為食。當受到威脅時通常會逃跑，但可能會豎起紅色尾巴留在原地，以示警戒。

## 毒性
爪哇麗紋蛇的毒液偶爾會致人類死亡。這個物種有異常長的毒腺，延伸到身體長度的25%。與眼鏡蛇科的其他蛇類不同，它的毒液不含神經毒素，相反是一種稱為calliotoxin的獨特細胞毒素，它通過阻斷受害者的鈉離子通道導致近乎瞬間的麻痺。毒液中還含有磷酸二酯酶，可促進腺苷的釋放，進而導致獵物和其他被咬傷者出現低血壓、炎症和神經遞質阻滯。這種能力對它們尤為重要，因為它們的獵物主要是其他毒蛇。目前還沒有已知的解毒劑，但有希望證明這種毒液對治療人類慢性疼痛的作用。

## 拓展閱讀
- Boie F. 1827. "Bemerkungen über Merrem's Versuchs eines Systems der Amphibien. 1te Lieferung: Ophidier ". Isis von Oken 20: 508-566. (Elaps bivirgatus, p. 556).
- Boulenger GA. 1896. Catalogue of the Snakes in the British Museum (Natural History). Volume III., Containing the Colubridæ (Opisthoglyphæ and Proteroglyphæ), ... London: Trustees of the British Museum (Natural History). (Taylor and FRancis, printers). xiv + 727 pp. + Plates I-XXV. (Doliophis bivirgatus, pp. 400–401).
- Das I. 2006. A Photographic Guide to Snakes and Other Reptiles of Borneo. Sanibel Island, Florida: Ralph Curtis Books. 144 pp. ISBN 0-88359-061-1. (Calliophis bivirgata [sic], p. 61).
- Oshea, Mark; Halliday, Tim; Metcalf, Jonathan (editor). 2002. Reptiles and Amphibians: Smithsonian Handbooks. London: DK (Dorling Kinderley). 256 pp. ISBN 9780789493934.